# IC 1909
IC 1909 је спирална галаксија у сазвјежђу Пећ која се налази на листи објеката дубоког неба у Индекс каталогу.
Деклинација објекта је - 33° 41' 25" а ректасцензија 3h 17m 20,0s. Привидна величина (магнитуда) објекта IC 1909 износи 13,7 а фотографска магнитуда 14,5. IC 1909 је још познат и под ознакама ESO 357-14, MCG -6-8-3, PGC 12212.